# Katarina Jönsdotter (nämnd 1509)
Katarina Jönsdotter var en svensk nunna. Hon var abbedissa i Sko kloster i Uppland från 1509 till senast 1513. 
Hon utverkade dispens för Sko 1509. Hon mottog delaktighetsbrev för Sko till kartusianklostret i Mariefred 1511 och Kristi Lekamens Gille i Alsike 1513. År 1512 utfärdade Katarina löfte om 5000 års avlat för alla som bidrog med medel till klostrets ombyggnationer.